# Marchese di Villafranca del Bierzo
Marchese di Villafranca del Bierzo è un titolo nobiliare spagnolo, originario della corona di Castiglia, che i Re cattolici crearono il 15 settembre 1486 concedendolo unitamente al matrimonio tra Juana Osorio y Bazán e Luis Pimentel y Pacheco.
Il Grandato di Spagna fu concesso nel 1623 al V marchese, Pedro Álvarez de Toledo y Colonna.
Questo marchesato è intimamente legato alla regione di El Bierzo e ai regni della Galizia e del Léon, tra i quali si trova. 

## Elenco dei titolari
|       | Titolare                                                   | Periodo   |
| ----- | ---------------------------------------------------------- | --------- |
| I     | Juana Osorio y Bazán & Luis Pimentel y Pacheco             | 1486-1497 |
| II    | María Osorio y Pimentel                                    | 1497-1539 |
| III   | Fadrique Álvarez de Toledo Osorio                          | 1539-1569 |
| IV    | García Álvarez de Toledo y Osorio                          | 1569-1577 |
| V     | Pedro Álvarez de Toledo y Colonna                          | 1577-1627 |
| VI    | García Álvarez de Toledo Osorio y Mendoza                  | 1627-1649 |
| VII   | Fadrique Álvarez de Toledo y Ponce de León                 | 1649-1705 |
| VIII  | José Fadrique Álvarez de Toledo Osorio y Córdoba y Cardona | 1705-1728 |
| IX    | Fadrique Vicente Álvarez de Toledo Osorio y Moncada        | 1728-1753 |
| X     | Antonio Álvarez de Toledo Osorio                           | 1753-1773 |
| XI    | José María Álvarez de Toledo                               | 1773-1796 |
| XII   | Francisco de Borja Álvarez de Toledo                       | 1796-1821 |
| XIII  | Pedro de Alcántara Álvarez de Toledo y Palafox             | 1821-1867 |
| XIV   | José Joaquín Álvarez de Toledo                             | 1867-1900 |
| XV    | Joaquín Álvarez de Toledo                                  | 1900-1915 |
| XVI   | Joaquín Álvarez de Toledo y Caro                           | 1915-1955 |
| XVII  | Luisa Isabel Álvarez de Toledo y Maura                     | 1957-2008 |
| XVIII | Leoncio Alonso González de Gregorio y Álvarez de Toledo    | dal 2010  |